# Kanton Valençay
Kanton Valençay (francouzsky Canton de Valençay) je francouzský kanton v departementu Indre v regionu Centre-Val de Loire. Tvoří ho 10 obcí.

## Obce kantonu
- Faverolles
- Fontguenand
- Langé
- Luçay-le-Mâle
- Lye
- Valençay
- La Vernelle
- Veuil
- Vicq-sur-Nahon
- Villentrois